# 철도신문
《철도신문》은 조선민주주의인민공화국의 신문이다. 1947년 첫 호를 발행했다. 1주일에 2번 발행한다.